# 茶外茶
茶外茶（ちゃがいちゃ）は、茶と呼ばれるがチャノキ以外の植物などから作られる飲料及び、複数の原料を調合した非茶類の飲料のこと。

## 概要
茶は、チャノキの葉や芽、茎を加工して作られる飲み物であるが、チャノキ以外の植物の葉、芽、花、樹皮、根などを材料として湯を注ぎ抽出したものも「茶」と呼ばれてきた。それらの広義の「茶」を、一般的な茶と区別するため茶外茶など様々な名称が用いられている。また、その原料として使用されているものは植物に留まらず、椎茸茶のような菌糸類や虫糞茶のように動物の糞を加工したものもあり、原材料の個性を味わうことのできる飲み物である。また、複数の原料をブレンドしたものや、チャノキの葉が含まれているものも、茶外茶として扱われることがある。
中国茶においては、本来のチャノキより採取した茶葉を用いた茶を茶葉茶と呼んで区別している。また、台湾では茶葉を茶芯といい茶芯茶と呼び区別している。
チャノキから作られた茶は長い間嗜好飲料として安心して飲まれてきた歴史を持つが、これら茶葉を用いない飲料にも「茶」と名づけることで安心して飲める飲料であるというイメージを与えたものとする説もある。
中国においては「茶外之茶」、「非茶」、「非茶之茶」などとも呼ばれ、保健茶、薬茶、養生茶、花茶、工芸茶などが含まれる。植物を原料とするものは草本茶または花草茶と呼ばれている。
日本においては「茶ではない茶」、「茶外の茶」などとも呼ばれ、健康茶、野草茶、代用茶、養生茶、漢方茶、変わり茶などが含まれる。

## 例
各国で「茶外茶」などと呼ばれている飲料には、通常は以下のものが含まれるが、その範囲や名称は地域にもより異なる。

### 中国
- 菊花茶
- 洋菊茶

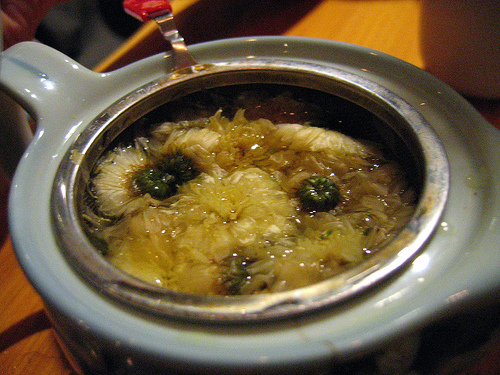
菊花茶

- 桂花茶 - モクセイ科の常緑小喬木、キンモクセイの花を用いる。独特の甘酸っぱい香りと甘みがある。
- 玫瑰花茶
- 梅花茶
- 柚花茶
- 杜仲茶
- 苦丁茶
- 竹葉茶
- 龍鬚（アマチャヅル）茶
- 甜茶
- 雪茶 (地衣類のムシゴケ)
- 松針米茶
- 人参茶
- 桑芽茶
- 金銀花茶 (スイカズラの花)
- 薄玉茶 (麻黄)
- 刺五加茶
- 柿葉茶
- 青豆茶
- 玉米鬚茶
- 車前草茶
- 丹参茶
- 虫糞茶
- 羅漢果茶
- 涼茶（中国語版）

### 日本
- 麦茶
- どくだみ茶
- 紫蘇茶
- 蓬茶
- 甘茶
- 柿葉茶（柿茶）
- 忍冬茶
- ハブ茶（ハブソウ、決明子）
- 豆茶
  - 黒豆茶
  - 小豆茶
- そば茶
- トウモロコシ茶
- 浜茶
- 合歓茶
- 弘法茶
- ウコギ茶
- 枇杷葉茶
- 桑茶
- 柳茶
- 薄荷茶
- 笹茶
- 浜萵苣茶

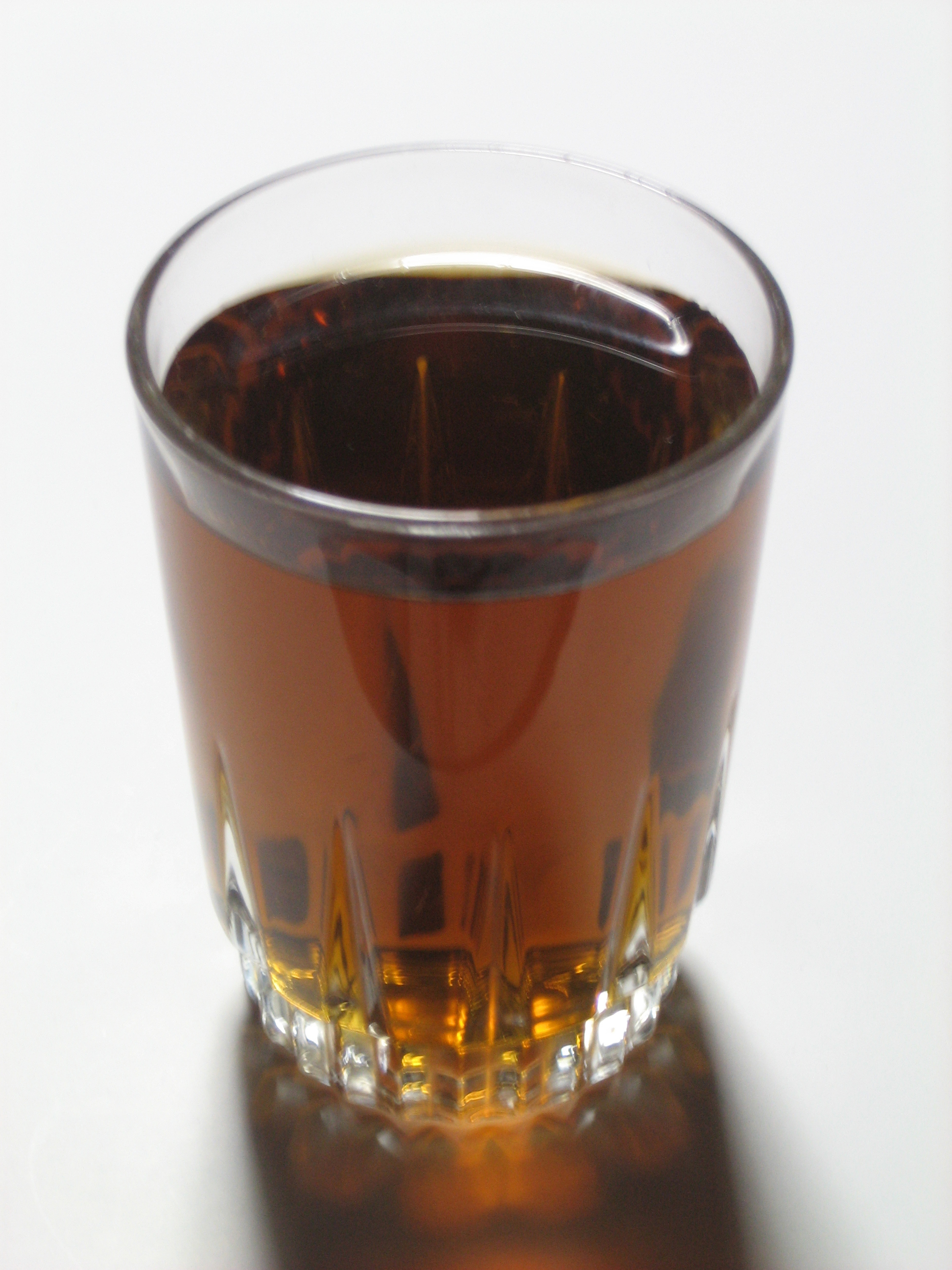
麦茶

- シバ茶（ツルナ科、イバラ科、マメ科、アケビ科、フウロソウ科）
- 茱萸茶
- 橙茶
- 生姜茶
- 梅茶
- 昆布茶
- 柚子茶
- 桜茶（桜湯、桜香煎）
- お福茶（昆布茶）
- 米茶[7]
- ノニ茶
- オオバコ茶
- 竹葉茶
- クロモジ茶

#### 沖縄

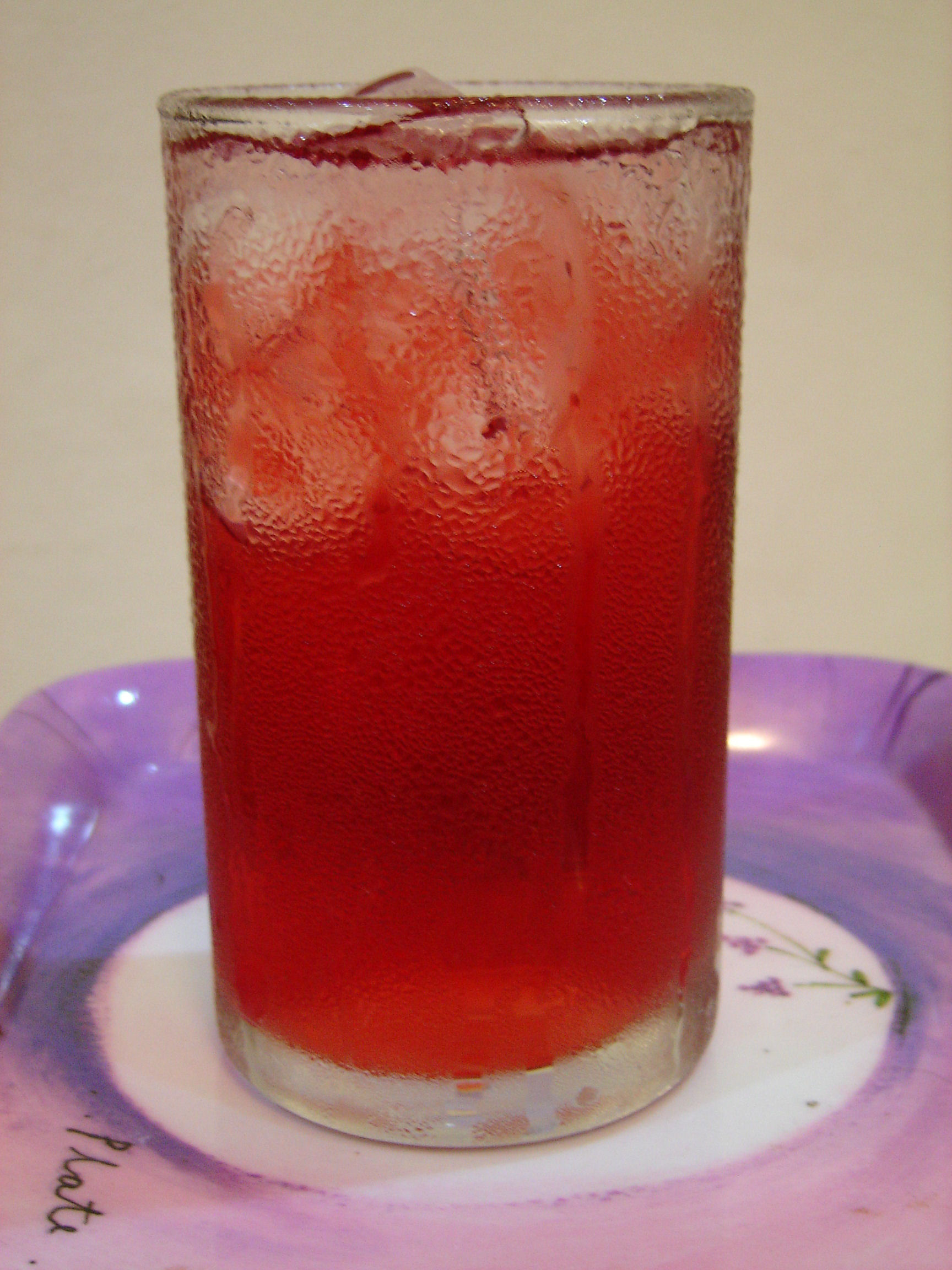
ローゼル茶

- サンニン茶
- ローゼル (ハイビスカス) 茶
- うっちん茶
- クヮンソー茶
- フーチバー（ニシヨモギ）茶
- ネコノヒゲ（英語版）茶
- ナチョーラ茶
- バンシルー茶
- ゴーヤー茶

#### アイヌ
- エント茶
- プシニ茶

### 朝鮮半島

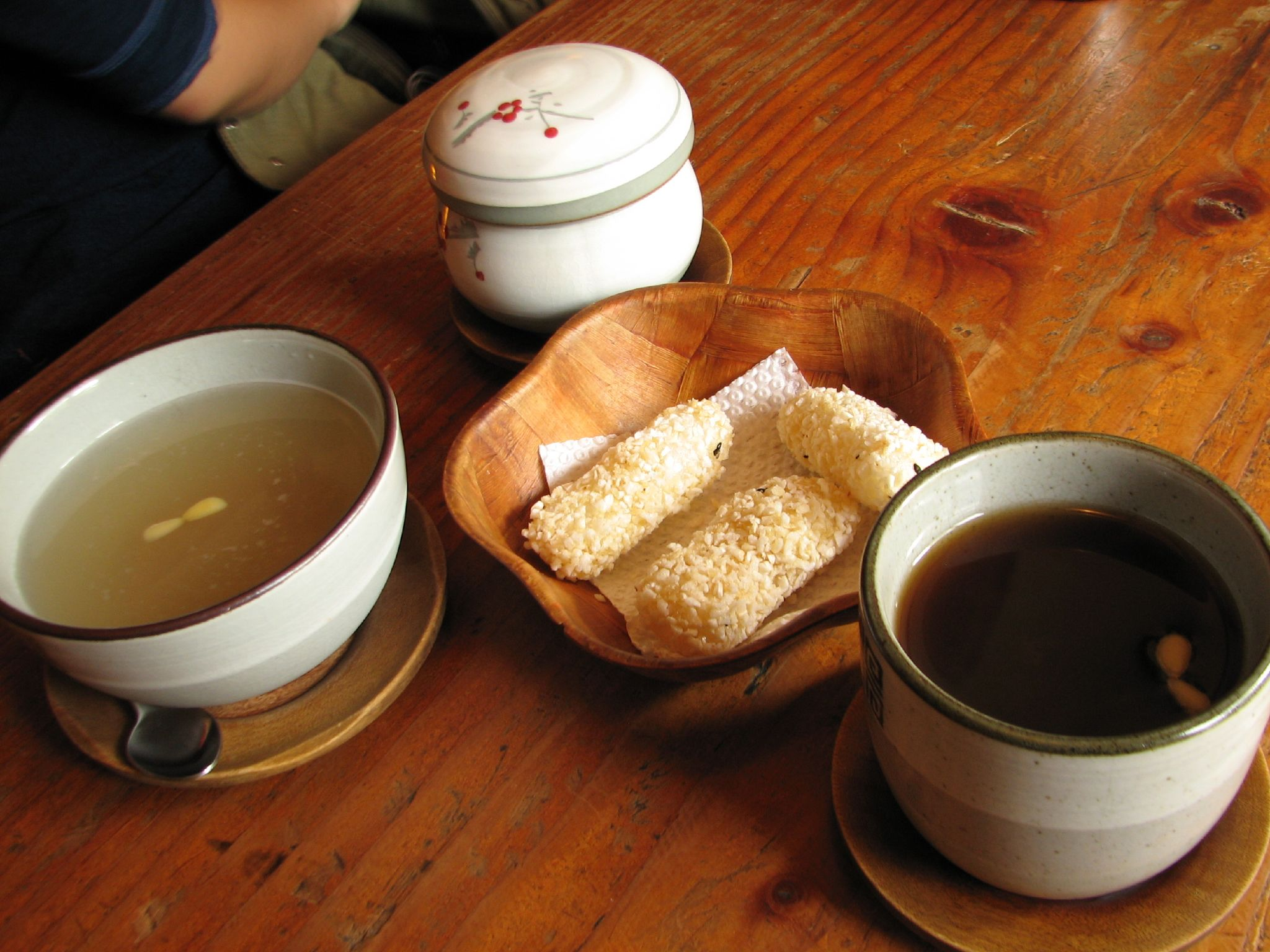
韓国伝統茶

- オクスス（トウモロコシ）茶
- ユルム（ハトムギ）茶
- ポリ（麦）茶
- 柚子茶
- テチュ（ナツメ）茶
- 木瓜（カリン）茶
- 生姜茶
- 蜂蜜茶
- 人参茶
- 寿参茶
- スンニュン（おこげ茶）
- 決明子茶
- トゥングルレ（アマドコロ）茶
- 五味子（チョウセンゴミシ）茶
- 桂皮（シナニッケイ）茶
- 菊花茶
- 梅実茶
- 山茱萸（サンシュユ）茶
- 玄米茶

### その他の諸国
- ローズヒップ茶
- カモミール（カミツレ）茶
- セントジョンズワート茶
- ラベンダー茶
- ミント茶
- レモンバーム茶
- たんぽぽ茶（タンポポコーヒー）
- レモングラス茶
- カルカデ（ローゼル）茶（エジプト）
- ルイボス茶（南アフリカ共和国）
- ダンビレ茶（アフリカ）

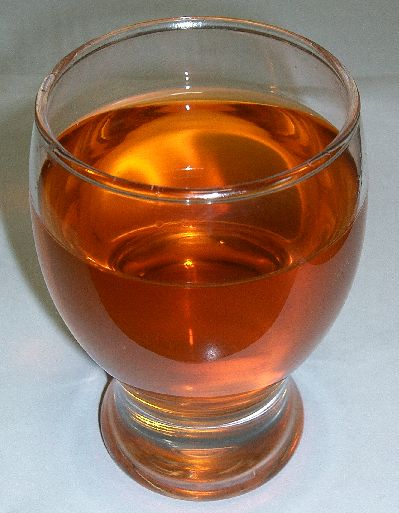
ルイボス茶

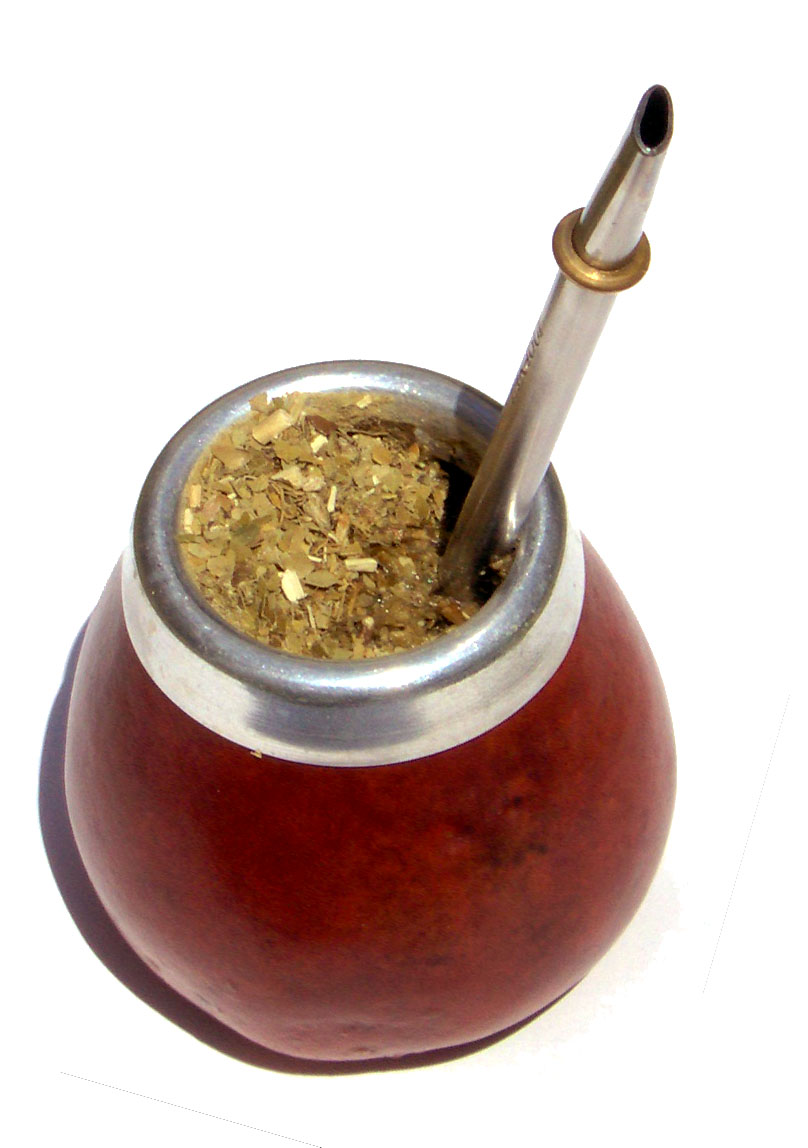
マテ茶

- マテ茶（パラグアイ、ウルグアイ、アルゼンチン、ブラジル南部など）
- コカ茶（ペルー、ボリビア、チリなど）
- ピトピト茶（フィリピン）
- 冬瓜茶（台湾）
- コーヒー茶（エチオピアなど）

## 添加物
健康茶をうたう茶外茶には、しばしば内容物からステロイドなど健康に影響を及ぼす化学物質などの添加物が見出され問題となることがある。

## 医薬品的な効能効果の表示
日本では、健康茶をうたう茶外茶については、医薬品と誤認されるような効能効果を表示することができず、栄養補給や健康の維持など一般的な食品の範囲の目的しか持たせることができない。また、医薬品医療機器等法上問題のない表現であっても、食品の説明として適切かどうかなど食品表示法、食品衛生法、健康増進法、景品表示法の視点から内容物や表示等が規制されることがある。

### 茶外茶
- “日本中国茶協会”.   日本中国茶協会. 2011年5月22日閲覧。
- “健康提示：防病延年不妨喝点“茶外茶””.   中華人民共和国中央人民政府. 2011年5月12日閲覧。 柿葉茶 山楂茶 枸杞葉茶 柳葉茶 決明子茶 刺五加茶 菊花茶 などについて
- 劉艾『やさしい中国茶のほん―茶人から知る歴史・文化・茶の作法』メディアポート、2008年
- 松山猛『ちゃあい』風塵社、1995年

### 茶外の茶
- 周達生『お茶の文化誌 その民俗学的研究』福武書店、1987年
- 茶外の茶も楽しもう！「中国茶」All About

### 茶ではない茶、その他
- 大森正司監修『ワイド版 日本茶・紅茶・中国茶・健康茶』日本文芸社、2006年
- 大石貞男ほか『健康食 お茶』農山漁村文化協会、1987年
- 大森正司『お茶で若く美しくなる!』読売新聞社、1997年
- 島尾伸三『中国茶読本』平凡社、1996年
- 武田善行編著『茶のサイエンス 育種から栽培・加工茶まで』筑波書房、2004年
- 棚橋篁峰『新版 中国茶』京都総合研究所、2004年
- 日本茶検定委員会監修『日本茶のすべてがわかる本 日本茶検定公式テキスト』NPO法人日本茶インストラクター協会、2008年
- 成田重行、工藤佳治『中国茶 雑学ノート』ダイヤモンド社、1996年
- 平野久美子、布目潮渢ほか『中国茶と茶館の旅』新潮社、1996年
- 芳賀登、石川寛子監修『全集 日本の食文化 第六巻 和菓子・茶・酒』雄山閣出版、1996年

### 中国語文献
- 彭麗亜編『读图时代：中国茶分类图典』化学工業出版社、2006年
- 陳宗懋主編『中国茶経』上海文化出版社、2008年